# 肯德里克 (佛羅里達州)
肯德里克（英語：Kendrick）是位於美國佛羅里達州馬里昂縣的一個非建制地區。該地的面積和人口皆未知。

## 地理
肯德里克的座標為29°15′13″N 82°10′04″W / 29.25361°N 82.16778°W，而該地的平均海拔高度為24米（即79英尺）。